# Kings of Leon
Kings of Leon est un groupe de rock alternatif américain, originaire de Nashville, dans le Tennessee. Formé en 1999, le groupe est composé de trois frères (Nathan, Caleb et Jared Followill) et d'un cousin (Matthew Followill), le nom du groupe provient du père et du grand-père de Nathan, Caleb et Jared, appelés tous deux Leon. Ils sont considérés comme le pendant sudiste des Strokes, proposant un mélange de rock sudiste, garage rock, post-punk, country et de blues.
Le style musical initial du groupe est un mélange de rock sudiste et de blues, qui se développe progressivement pour y incorporer des éléments de rock alternatif et arena rock. Kings of Leon atteint le succès au Royaume-Uni avec des singles classés au Top 40, deux BRIT Awards en 2008, et trois albums classés au top 5. Leur troisième album, Because of the Times, atteint aussi la première place. Après la sortie de Only by the Night en septembre 2008, le groupe atteint le succès aux États-Unis. Les singles Sex on Fire, Use Somebody et Notion atteignent la première place des Hot Modern Rock Tracks. Leur sixième album, Mechanical Bull, west publié le 24 septembre 2013. Leur septième album, WALLS, est publié le 14 octobre 2016. Leur huitième album, When You See Yourself, Are You Fare Away, est publié le 5 mars 2021, cet album contient des titres comme, The Bandit, When You Ses Yourself, Time in Disguise.

## Biographie

### Origines et débuts (2002–2003)
Les frères passent une grande partie de leur jeunesse à voyager dans le sud des États-Unis avec leur père, un prêcheur de l’Église pentecôtiste unie, et leur mère qui leur fait cours quand ils ne peuvent aller à l’école. Ils sont constamment sur la route. Leurs parents divorcent en 1997, leur père démissionne de l'Église pentecôtiste unie, et après des boulots variés, les frères déménagent pour Nashville en 1998. Ils forment un groupe en 2000 avec leur cousin Matthew. Leur musique est influencée par leur culture religieuse, la scène de Nashville et leurs racines du sud (Jared et Caleb sont nés dans le Tennessee ; Nathan et Matthew en Oklahoma).
Nathan et Caleb s'inspirent, à cette période, principalement des Rolling Stones et The Clash. Leur petit frère, Jared, était plus dans la veine des Pixies et The Velvet Underground. Lorsque lui et son cousin Matthew emménagent à Nashville en 1999, Kings of Leon est formé. Ils nomment leur groupe d'après leur grand-père, qui mourra en janvier 2014.
En 2002, Nathan et Caleb reçoivent l'intérêt de quelques labels et signent finalement avec RCA Records. Ils démarrent avec un EP, Holy Roller Novocaine qui sort en février 2003. Au mois d'août sort leur premier album, Youth and Young Manhood, qui contient quatre chansons de l'EP. Il comprend l’érotique Molly's Chambers (qui se classe 23e des charts anglais) et la très soul California Waiting. Ils atteignent une relative célébrité, surtout aux États-Unis, en étant choisis par des groupes populaires comme The Strokes ou U2 pour les accompagner dans leurs tournées. En France l'album devient disque du mois pour Rock & Folk.

### Succès critique (2003–2006)
Le premier album des Followills, Youth and Young Manhood, est publié au Royaume-Uni en juillet 2003 et aux États-Unis plus tard en août. L'album est enregistré entre les Sound City Studios de Los Angeles et les Shangri-La Studios de Malibu, en Californie. Il est produit par Angelo Petraglia et Ethan Johns. L'album a eu un impact significatif aux États-Unis.
Leur deuxième album Aha Shake Heartbreak sort au Royaume-Uni en octobre 2004 et est applaudi pour son mélange entre garage rock et de southern swagger. The Bucket, 4 Kicks et King of the Rodeo sortent en singles. Il sort le 22 février 2005 aux États-Unis. The Bucket se classe même 16e des charts anglais. L'album n'atteint que la 95e place en France. Ils tournent avec U2 et Bob Dylan en 2005 et Pearl Jam en 2006.

### Succès commercial (2007–2009)
En avril 2007, ils sortent leur troisième album Because of the Times, avec les singles On Call, Charmer et Fans. L'album se classe directement premier des ventes en Grande-Bretagne et en Irlande (88e en France). Une unique date complète au Bataclan de Paris au mois de juin marque leur retour en France où ils n'étaient plus venus depuis les Vieilles Charrues et le Festival des Inrockuptibles 2004. Au mois d'août 2007, ils reviennent en France au festival Rock en Seine en tête d'affiche. Puis ils passent au Zénith de Paris en juillet 2008, en étant tête d'affiche de nombreux festival européens (Summercase, Rock Werchter, Glastonbury).
Le quatrième album Only by the Night est publié en septembre 2008, et comprend les titres Sex on Fire, Crawl et Use Somebody. Avec l'album, ils remportent deux Brit Awards (groupe et album international), et un Grammy Awards,. Aux États-Unis, l'album atteint la quatrième place du Billboard 200. La presse britannique acclame l'album, mais la presse américaine reste encore réservée. L'album devient officiellement le mieux vendu en 2008 au Royaume-Uni et en Australie. Sex on Fire est le premier single publié le 8 septembre au Royaume-Uni.
Kings of Leon joue le 14 mars 2009, au concert bénévole Sound Relief,. Leurs troisième et quatrième singles sont Revelry (19e en Nouvelle-Zélande), et Notion (24e en Belgique). Only by the Night est certifié disque de platine par la RIAA pour un million d'exemplaires vendus en moins d'un an. En 2008, Kings of Leon joue en tête d'affiche du Glastonbury Music Festival, et en 2009, à plusieurs festivals, comme les Reading and Leeds, Rock Werchter, Oxegen, T in the Park, Gurtenfestival et Open'er Festival en Pologne, avec un passage au Sasquatch! Music Festival, au Lollapalooza et à l'Austin City Limits.
Les Kings of Leon sont nommés dans la catégorie du meilleur groupe pour les MTV Europe Music Awards 2009, qui ont lieu le 5 novembre à Berlin.

### Come Around Sundown(2010–2011)
Le cinquième album du groupe, Come Around Sundown, est publié le 18 octobre 2010 au Royaume-Uni et le 19 octobre 2010 aux États-Unis. Il est enregistré à Nashville et New York entre février et juin 2010 avec Jacquire King et Angelo Petraglia à la production. Après la sortie de Come Around Sundown en Australie, le groupe publie toutes les chansons de l'album sur son site web
En juin 2010, le groupe tourne dans plus de 50 pays à travers l'Amérique du Nord et l'Europe. La tournée s'effectue du 5 juin au 23 septembre. En juin, ils jouent en tête d'affiche du festival irlandais Slane Castle, en même temps qu'ils sont informés de la mort du grand-père Leon. Le 27 juillet 2011, en concert à Dallas, au Texas, le chanteur Caleb Followill apparaît confus et chante des paroles incompréhensibles. Il quitte la scène pour vomir et boire, sans revenir par la suite.Le reste du groupe s'excusera devant le public et quittera la scène. Le groupe remporte en 2010 deux Grammy Awards (meilleure chanson rock et meilleur enregistrement de l'année).

### Pause etMechanical Bull(2011–2015)
En 2011, un documentaire consacré à Kings of Leon sera dévoilé dans le cadre du Tribeca Film Festival de New York. Intitulé Talihina Sky: The Story of Kings of Leon, référence à la chanson du même nom présent sur l’album Youth and Young Manhood, ce documentaire réalisé par Stephen C. Mitchell rend compte de l’intégralité de la carrière du groupe américain. Une sortie en DVD est prévue mais aucune date n'a été citée.
En 2012, le bassiste de Kings of Leon, Jared Followill, confirme un sixième album, annoncé en septembre,. Le titre, Mechanical Bull est révélé le 7 juin, et sa sortie est annoncée pour le 24 septembre. Le premier single, Supersoaker, est publié le 17 juillet 2013. Le deuxième single, Wait for Me est publié en août 2013.

### WALLS(depuis 2016)
Le groupe annonce en septième album en 2016. Le 17 juin 2016, ils jouent en tête d'affiche du Firefly Music Festival de Dover, dans le Delaware. Le 10 septembre 2016, Kings of Leon joue au Lollapalooza à Berlin. En août, ils annonçaient le titre de leur album, We Are Like Love Songs (WALLS), et sa date de sortie pour le 14 octobre 2016. sa sortie, l'album atteint la première place du ' Billboard 200.
Le groupe est annoncé au British Summer Time à Hyde Park le 6 juillet 2017.

## Membres

### Membres actuels
- Caleb Followill – chant, guitare solo (depuis 2000)
- Jared Followill – basse, piano, chœurs (depuis 2000)
- Matthew Followill – guitare solo, piano, chœurs (depuis 2000)
- Nathan Followill – batterie, percussions, chœurs (depuis 2000)

### Membres de tournée
- Liam O'Neil – piano, claviers, percussions, chœurs (depuis 2015)
- Timothy Deaux – guitare rythmique, percussions, chœurs (depuis 2016)
- Ethan Luck – guitare rythmique, claviers, piano, percussions, chœurs (2014–2016)
- Christopher Coleman – guitare rythmique, claviers, piano, trompette, percussions, chœurs (2010–2014)

## Discographie

### Albums studio
- 2003 : Youth and Young Manhood
- 2004 : Aha Shake Heartbreak
- 2007 : Because of the Times
- 2008 : Only by the Night
- 2010 : Come Around Sundown
- 2013 : Mechanical Bull
- 2016 : Walls
- 2021 : When You See Yourself
- 2024 : Can We Please Have Fun

### EP
- 2003 : Holy Roller Novocaine
- 2003 : What I Saw
- 2006 : Day Old Belgian Blues

## DVD
- 2009 : Kings of Leon: Live at the O2 London, England

## Documentaire
- 2011 : Talihina Sky: The Story of Kings of Leon